# 霍洛代茨
49°37′20″N 26°28′38″E / 49.62222°N 26.47722°E

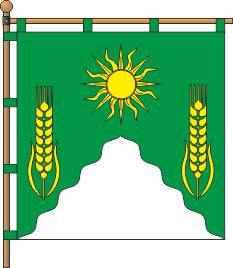
霍洛德茨的旗幟

霍洛德茨（烏克蘭語：Холодець）是位於烏克蘭西部的村莊，由赫梅利尼茨基州裡赫梅利尼茨基區的沃洛奇斯克市鎮負責管轄。該村面積1.85平方公里，海拔高度313米，2022年人口269，人口密度每平方公里202.7人。
volochyska-gromada.pasport （页面存档备份，存于）